# Ulster Grand Prix 1962
De Ulster Grand Prix 1962 was de zesde Grand Prix van het wereldkampioenschap wegrace in het seizoen 1962. De races werden verreden op zaterdag 11 augustus 1962 op het Dundrod Circuit, een stratencircuit in County Antrim. De 50cc-klasse en de zijspanklasse kwamen niet aan de start. In deze Grand Prix werd de wereldtitel in de 125cc-klasse beslist.

## Algemeen
Tijdens de trainingen voor de Ulster Grand Prix waaide het zo hard, dat een aantal coureurs onmogelijk een tijd konden rijden die toegang zou geven voor de start. De jury van de ACU moest ingrijpen en deze rijders alsnog een start geven. Het ernstige ongeval van Bob McIntyre op 6 augustus op Oulton Park drukte een stempel op de Grand Prix. McIntyre stond op de tweede plaats in de WK-stand van de 250cc-klasse, maar lag nu op sterven. Honda verving hem door Tommy Robb in de 250- en de 350cc-klasse. Robb deed dat erg goed: hij won zijn eerste 250cc-race voor Honda en werd derde in zijn eerste 350cc-race.

## 500cc-klasse
Mike Hailwood won opnieuw zonder problemen de 500cc-race, maar de opvallendste prestatie was van Alan Shepherd, wiens Matchless G50 kennelijk erg snel was. Hij had weliswaar bijna vier minuten achterstand op Hailwood, maar bleef de Nortons opnieuw ruim voor en bevestigde zijn tweede plaats in de WK-stand. Phil Read (Norton) werd derde en drong tot de top drie in het klassement door, gelijk met de inmiddels gestopte Gary Hocking. Een opvallende deelnemer was de inmiddels 51 jaar oude oud-zijspankampioen Eric Oliver, die met een 350cc-AJS 7R deelnam maar uitviel.
| Pos | Coureur          | Merk      | Tijd      | Punten |
| --- | ---------------- | --------- | --------- | ------ |
| 1   | Mike Hailwood    | MV Agusta | 1:18"20'6 | 8      |
| 2   | Alan Shepherd    | Matchless | +3"45'2   | 6      |
| 3   | Phil Read        | Norton    | +4"44'0   | 4      |
| 4   | Ron Langston     | Norton    | +1 ronde  | 3      |
| 5   | Tony Godfrey     | Norton    | +1 ronde  | 2      |
| 6   | Ray Spence       | Norton    | +1 ronde  | 1      |
| 7   | Peter Middleton  | Norton    | +1 ronde  |        |
| 8   | Roy Ingram       | Norton    | +1 ronde  |        |
| 9   | Syd Mizen        | Matchless | +1 ronde  |        |
| 10  | Ralph Bryans     | Norton    | +1 ronde  |        |
| 11  | Tom Thorp        | Norton    | +1 ronde  |        |
| 12  | Jack Ahearn      | Norton    | +1 ronde  |        |
| 13  | Alf Shaw         | Norton    |           |        |
| 14  | Karl Recktenwald | Norton    |           |        |
| 15  | Dennis Fry       | Norton    |           |        |
| 16  | Patrick Plunkett | Matchless |           |        |
| 17  | Tommy Holmes     | Matchless |           |        |
| 18  | Jimmy Jones      | Norton    |           |        |

| Coureur           | Merk      | Oorzaak |
| ----------------- | --------- | ------- |
| Bert Schneider    | Norton    |         |
| Jack Findlay      | Norton    |         |
| Mike Duff         | Matchless |         |
| František Šťastný | Jawa      |         |
| Alistair King     | Matchless |         |
| Dan Shorey        | Matchless |         |
| Derek Minter      | Norton    |         |
| Ellis Boyce       | Norton    |         |
| Eric Oliver       | AJS       |         |
| Fred Stevens      | Norton    |         |
| Hugh Anderson     | Norton    |         |
| Paddy Driver      | Norton    |         |

| Coureur              | Merk       | Oorzaak |
| -------------------- | ---------- | ------- |
| Amleto Pomesano      | Norton     |         |
| Benedicto Caldarella | Matchless  |         |
| Eduardo Salatino     | Norton     |         |
| Manuel Soler         | Norton     |         |
| Juan Carlos Salatino | Norton     |         |
| Gyula Marsovszky     | Norton     |         |
| Roland Föll          | Matchless  |         |
| Pablo Gamberini      | Matchless  |         |
| Anssi Resko          | Matchless  |         |
| Arthur Wheeler       | Moto Guzzi |         |
| Billie Nelson        | Norton     |         |
| Brian Setchell       | Norton     |         |
| Remo Venturi         | MV Agusta  |         |
| Silvio Grassetti     | Bianchi    |         |
| Gary Hocking         | MV Agusta  | Gestopt |
| Harald Karlsson      | Norton     |         |

### Top tien tussenstand 500cc-klasse
| Pos | Coureur        | Merk      | Ptn |
| --- | -------------- | --------- | --- |
| 1   | Mike Hailwood  | MV Agusta | 24  |
| 2   | Alan Shepherd  | Matchless | 15  |
| 3   | Gary Hocking   | MV Agusta | 8   |
| 3   | Phil Read      | Norton    | 8   |
| 5   | Tony Godfrey   | Norton    | 7   |
| 6   | Ellis Boyce    | Norton    | 6   |
| 6   | Derek Minter   | Norton    | 6   |
| 8   | Bert Schneider | Norton    | 5   |
| 8   | Fred Stevens   | Norton    | 5   |
| 10  | Paddy Driver   | Norton    | 3   |
| 10  | Ron Langston   | Norton    | 3   |

## 350cc-klasse
.

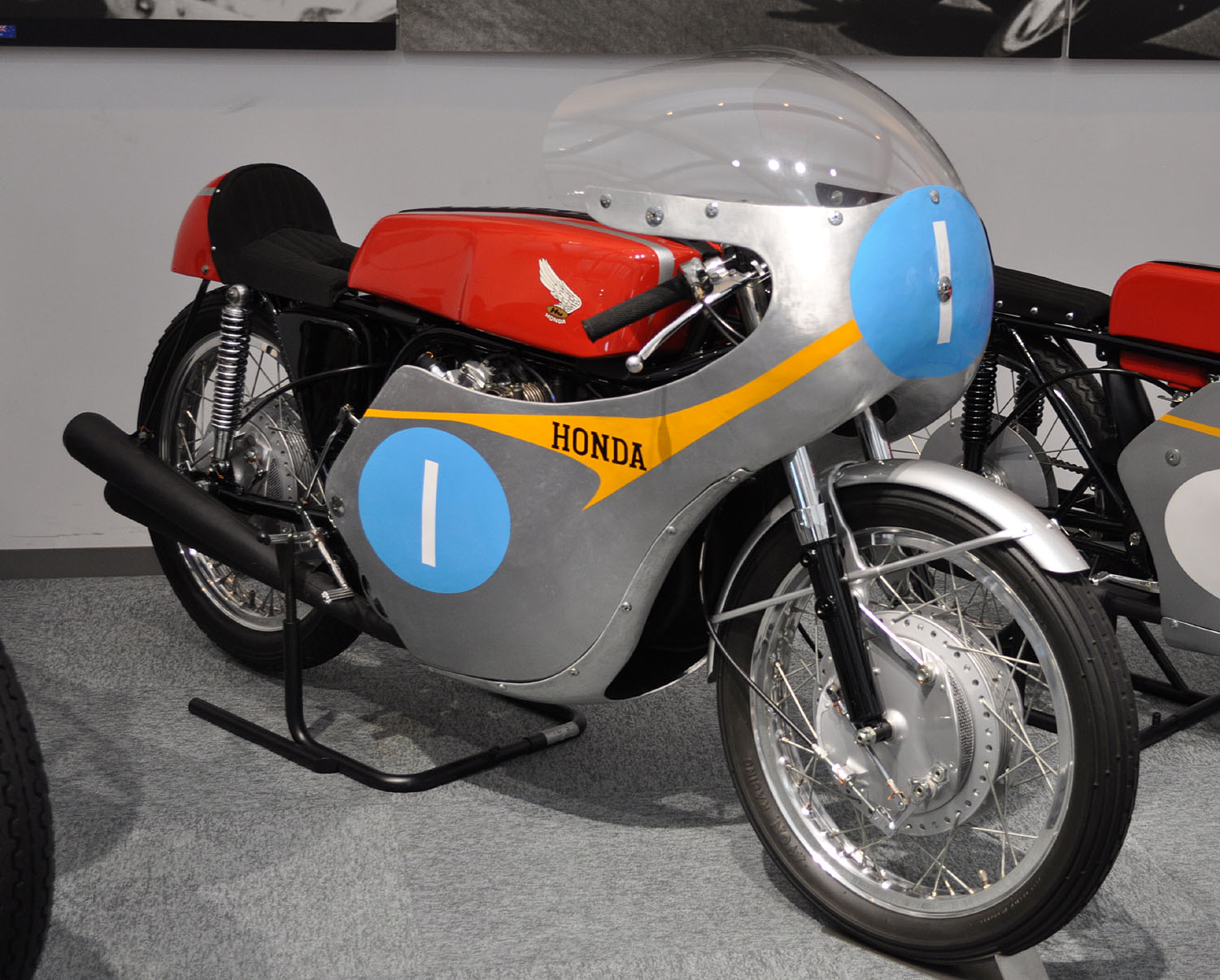
De Honda RC 171 debuteerde in de Ulster Grand Prix met twee podiumplaatsen

In Ulster trad Honda aan met een verbeterde 350cc-race, de RC 171, die nu 339,4 cc mat. Nog steeds een echte 3½, maar toch al groter dan de 284,5cc-grote RC 170.
Mike Hailwood (MV Agusta 350 4C) reed de snelste ronde, maar moest opgeven. Jim Redman profiteerde daar optimaal van: hij won de race en nam de leiding in de WK-stand van Hailwood over. "Franta" Šťastný werd met zijn Jawa tweede en Tommy Robb - voor het eerst op de 350cc-Honda, werd derde.
| Pos | Coureur           | Merk  | Tijd      | Punten |
| --- | ----------------- | ----- | --------- | ------ |
| 1   | Jim Redman        | Honda | 1:20"40'6 | 8      |
| 2   | František Šťastný | Jawa  |           | 6      |
| 3   | Tommy Robb        | Honda |           | 4      |
| 4   | Alan Shepherd     | AJS   |           | 3      |
| 5   | Gustav Havel      | Jawa  |           | 2      |
| 6   | Mike Duff         | AJS   |           | 1      |

| Coureur       | Merk      | Oorzaak |
| ------------- | --------- | ------- |
| Mike Hailwood | MV Agusta |         |

| Coureur         | Merk      | Oorzaak     |
| --------------- | --------- | ----------- |
| Tom Phillis (†) | Honda     | Overleden   |
| Bob McIntyre    | Honda     | Zwaargewond |
| Gary Hocking    | MV Agusta | Gestopt     |

| Coureur              | Merk       |
| -------------------- | ---------- |
| Jack Findlay         | Norton     |
| Gyula Marsovszky     | Norton     |
| Roland Föll          | AJS        |
| Hans-Otto Butenuth   | Norton     |
| Taneli Lepo          | AJS        |
| Alistair King        | AJS        |
| Arthur Wheeler       | Moto Guzzi |
| Derek Minter         | Norton     |
| Phil Read            | Norton     |
| Ralph Bryans         | Norton     |
| Roy Ingram           | Norton     |
| Silvio Grassetti     | Bianchi    |
| Moto Kitano          | Honda      |
| Hugh Anderson        | AJS        |
| Sven-Olof Gunnarsson | Norton     |
| Nikolaj Sevast'ânov  | CKEB       |

### Top tien tussenstand 350cc-klasse
| Pos | Coureur           | Merk      | Ptn |
| --- | ----------------- | --------- | --- |
| 1   | Jim Redman        | Honda     | 16  |
| 2   | Mike Hailwood     | MV Agusta | 14  |
| 3   | František Šťastný | Jawa      | 13  |
| 4   | Gary Hocking      | MV Agusta | 6   |
| 5   | Silvio Grassetti  | Bianchi   | 4   |
| 5   | Tommy Robb        | Honda     | 4   |
| 7   | Roy Ingram        | Norton    | 3   |
| 7   | Mike Duff         | AJS       | 3   |
| 7   | Alan Shepherd     | AJS       | 3   |
| 10  | Derek Minter      | Norton    | 2   |
| 10  | Gustav Havel      | jawa      | 2   |

## 250cc-klasse

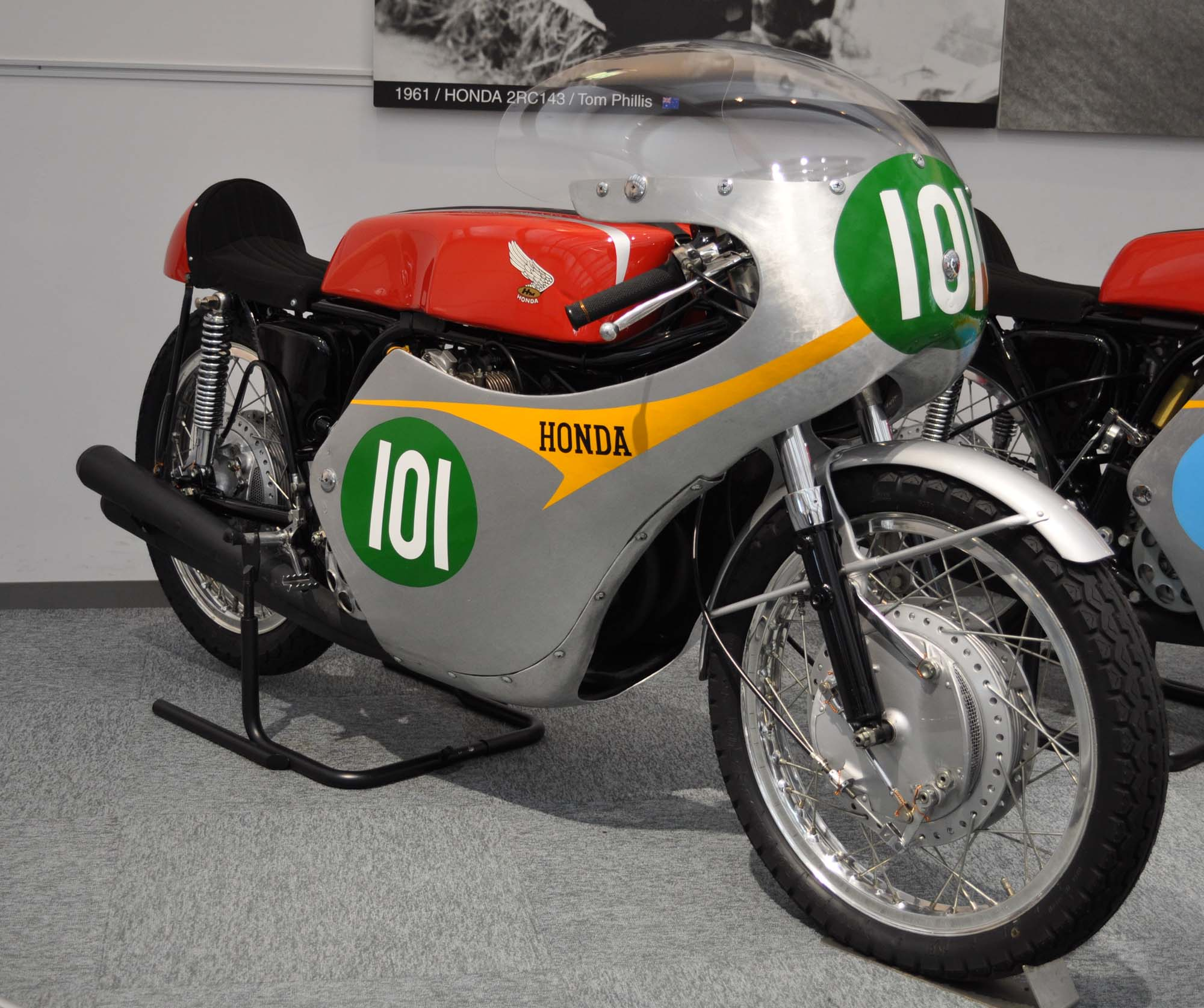
Tommy Robb reed voor het eerst met de Honda RC 163 en won de 250cc-race in Ulster.

Tommy Robb trad op als vervanger voor de zwaargewonde Bob McIntyre en reed voor het eerst met de Honda RC 163. Dat belette hem niet om de race te winnen voor zijn teamgenoten Jim Redman en Luigi Taveri. Voor Redman was het ontbreken van McIntyre genoeg om zeker te zijn van de wereldtitel, maar dat was niet officieel. Theoretisch zou McIntyre alle volgende races kunnen winnen en dan exact gelijk komen met Redman: 44 punten, vier overwinningen, twee tweede plaatsen en vier streepresultaten. McIntyre lag echter op sterven en overleed op 15 augustus. Redman werd door de dood van Rob McIntyre vier dagen na de Ulster Grand Prix wereldkampioen.
| Pos | Coureur          | Merk       | Tijd      | Punten |
| --- | ---------------- | ---------- | --------- | ------ |
| 1   | Tommy Robb       | Honda      | 1:10"58'6 | 8      |
| 2   | Jim Redman       | Honda      |           | 6      |
| 3   | Luigi Taveri     | Honda      |           | 4      |
| 4   | Arthur Wheeler   | Moto Guzzi |           | 3      |
| 5   | Campbell Donaghy | Ducati     |           | 2      |
| 6   | Stuart Graham    | Aermacchi  |           | 1      |

| Coureur         | Merk  | Oorzaak     |
| --------------- | ----- | ----------- |
| Tom Phillis (†) | Honda | Overleden   |
| Bob McIntyre    | Honda | Zwaargewond |

| Coureur              | Merk      |
| -------------------- | --------- |
| Enrique Dietrich     | Aermacchi |
| Jorge Terengo        | Ducati    |
| Raúl Kaiser          | NSU       |
| Marcel Toussaint     | Benelli   |
| Pierrot Vervroegen   | Aermacchi |
| Frank Perris         | Suzuki    |
| Werner Musiol        | MZ        |
| Günter Beer          | Adler     |
| Hans-Otto Butenuth   | NSU       |
| Michael Schneider    | NSU       |
| Benjamin Savoye      | Mondial   |
| Jean-Pierre Beltoise | Morini    |
| Alan Shepherd        | Aermacchi |
| Bill Smith           | Bianchi   |
| Dan Shorey           | Bultaco   |
| Derek Minter         | Honda     |
| Mike Hailwood        | Benelli   |
| Alberto Pagani       | Aermacchi |
| Gilberto Milani      | Aermacchi |
| Paolo Campanelli     | Benelli   |
| Tarquinio Provini    | Morini    |
| Umberto Masetti      | Morini    |
| Kenjiro Tanaka       | Honda     |
| Moto Kitano          | Honda     |
| Cas Swart            | Honda     |
| Nikolaj Sevast'ânov  | CKEB      |
| Carlos Marfetan      | Parilla   |

### Top tien tussenstand 250cc-klasse
| Pos | Coureur           | Merk       | Ptn     |
| --- | ----------------- | ---------- | ------- |
| 1   | Jim Redman        | Honda      | 44 (50) |
| 2   | Bob McIntyre      | Honda      | 32      |
| 3   | Tom Phillis (†)   | Honda      | 12      |
| 4   | Arthur Wheeler    | Moto Guzzi | 11      |
| 5   | Derek Minter      | Honda      | 8       |
| 5   | Luigi Taveri      | Honda      | 8       |
| 5   | Tommy Robb        | Honda      | 8       |
| 8   | Dan Shorey        | Bultaco    | 7       |
| 9   | Günter Beer       | Adler      | 6       |
| 10  | Alberto Pagani    | Aermacchi  | 4       |
| 10  | Tarquinio Provini | Morini     | 4       |
| 10  | Kenjiro Tanaka    | Honda      | 4       |

## 125cc-klasse

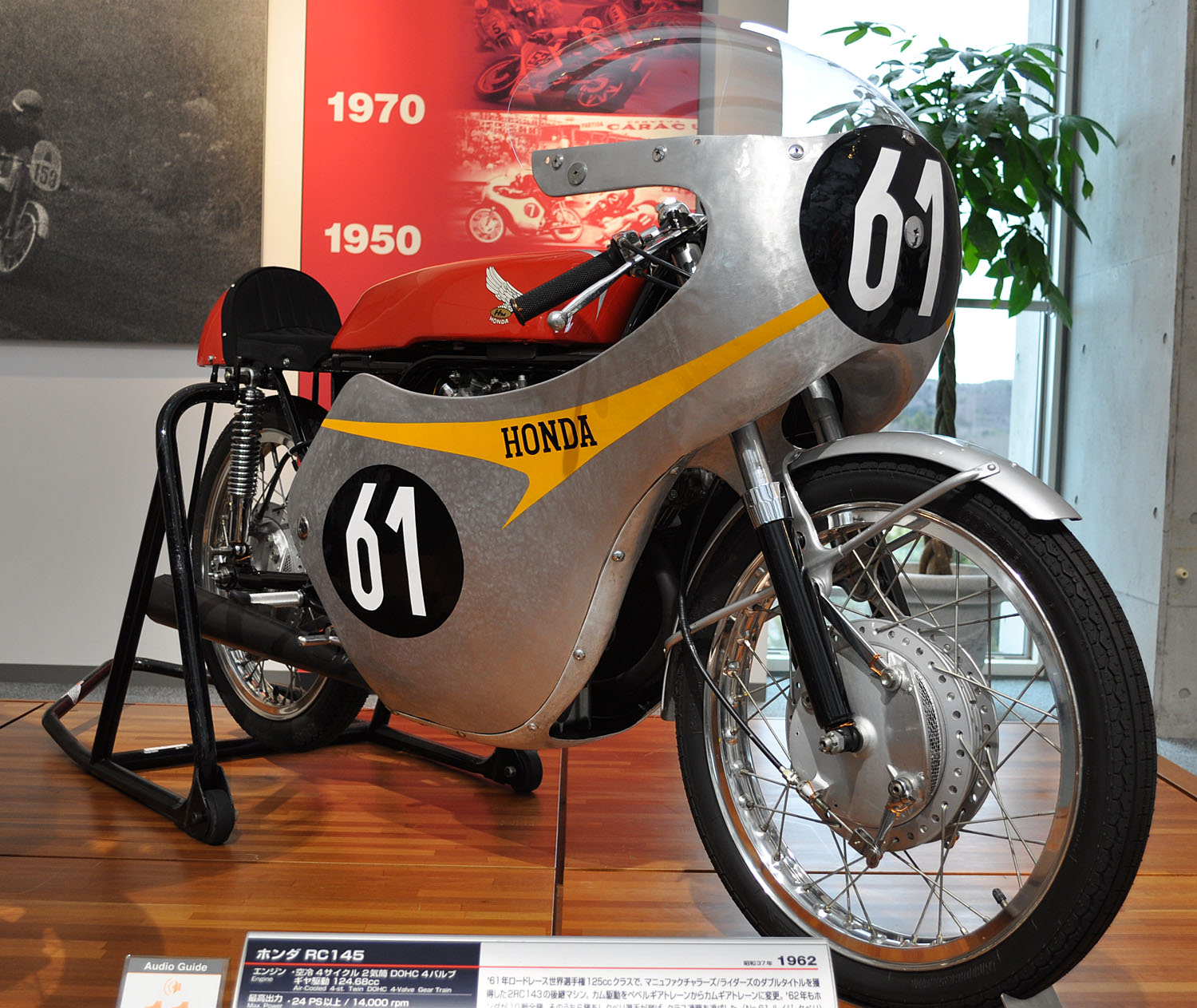
De Honda RC 145's bezetten de eerste vier plaatsen in de Ulster Grand Prix.

De 125cc-race opende de Ulster Grand Prix en was echt spannend: Luigi Taveri, Tommy Robb en Jim Redman reden hun Honda RC 145's binnen 0,2 seconde over de finish en een finishfoto wees Taveri als winnaar aan. Daarmee was die zeker van de wereldtitel, zelfs als Redman alle overige races zou winnen. Hij kon dan qua punten op gelijke hoogte komen, maar met minder overwinningen.
| Pos | Coureur        | Merk   | Tijd     | Punten |
| --- | -------------- | ------ | -------- | ------ |
| 1   | Luigi Taveri   | Honda  | 58"45'6  | 8      |
| 2   | Tommy Robb     | Honda  | + 0'0    | 6      |
| 3   | Jim Redman     | Honda  | + 0'2    | 4      |
| 4   | Teisuke Tanaka | Honda  | + 49'0   | 3      |
| 5   | Hugh Anderson  | Suzuki | + 2"25'2 | 2      |
| 6   | Paddy Driver   | EMC    | + 3"18'4 | 1      |

| Coureur      | Merk   | Oorzaak |
| ------------ | ------ | ------- |
| Ernst Degner | Suzuki | Val     |

| Coureur             | Merk  | Oorzaak     |
| ------------------- | ----- | ----------- |
| Tom Phillis (†)     | Honda | Overleden   |
| Bob McIntyre        | Honda | Zwaargewond |
| Kunimitsu Takahashi | Honda | Gestopt     |

| Coureur           | Merk    |
| ----------------- | ------- |
| Jorge Kissling    | Bultaco |
| Limburg Moreira   | Bultaco |
| Marzillo Chizzini | Bultaco |
| Pedro Rosenthal   | Tohatsu |
| Raúl Kissling     | DKW     |
| Frank Perris      | Suzuki  |
| Stanislav Malina  | ČZ      |
| Hans Fischer      | MZ      |
| Klaus Enderlein   | MZ      |
| Werner Musiol     | MZ      |
| Jukka Petäjä      | MZ      |
| Alan Shepherd     | MZ      |
| Alistair King     | Bultaco |
| Derek Minter      | Honda   |
| Mike Hailwood     | EMC     |
| Rex Avery         | EMC     |
| John Grace        | Bultaco |
| Alberto Pagani    | Honda   |
| Francesco Villa   | Mondial |
| Giuseppe Visenzi  | Ducati  |
| Mitsuo Itoh       | Suzuki  |
| Sadao Shimazaki   | Honda   |

### Top tien tussenstand 125cc-klasse
| Pos | Coureur                       | Merk   | Ptn     |
| --- | ----------------------------- | ------ | ------- |
| 1   | Luigi Taveri (wereldkampioen) | Honda  | 44 (47) |
| 2   | Jim Redman                    | Honda  | 30      |
| 3   | Tommy Robb                    | Honda  | 26      |
| 4   | Kunimitsu Takahashi           | Honda  | 16      |
| 5   | Mike Hailwood                 | EMC    | 12      |
| 6   | Ernst Degner                  | Suzuki | 5       |
| 6   | Rex Avery                     | EMC    | 5       |
| 6   | Paddy Driver                  | EMC    | 5       |
| 9   | Tom Phillis (†)               | Honda  | 4       |
| 10  | Derek Minter                  | Honda  | 3       |
| 10  | Bob McIntyre                  | Honda  | 3       |
| 10  | Teisuke Tanaka                | Honda  | 3       |
| 10  | Hugh Anderson                 | Suzuki | 3       |

1922 · 1923 · 1924 · 1925 · 1926 · 1927 · 1928 · 1929 · 1930 · 1931 · 1932 · 1933 · 1934 · 1935 · 1936 · 1937 · 1938 · 1939 · 1946 · 1947 · 1948 · 1949 · 1950 · 1951 · 1952 · 1953 · 1954 · 1955 · 1956 · 1957 · 1958 · 1959 · 1960 · 1961 · 1962 · 1963 · 1964 · 1965 · 1966 · 1967 · 1968 · 1969 · 1970 · 1971 · 1973 · 1974 · 1975 · 1976 · 1977 · 1978 · 1979 · 1980 · 1981 · 1982 · 1983 · 1984 · 1985 · 1986 · 1988 · 1989 · 1990 · 1991 · 1992 · 1993 · 1994 · 1995 · 1996 · 1997 · 1998 · 1999 · 2000 · 2001 · 2002 · 2003 · 2004 · 2005 · 2006 · 2007 · 2008 · 2009 · 2010 · 2011 · 2012 · 2013 · 2014 · 2015